# Дело Арашуковых
«Дело Арашуковых» — уголовное дело, возбуждённое в конце января 2019 года в отношении сенатора Совета Федерации от Карачаево-Черкесии Рауфа Арашукова, советника генерального директора ООО «Газпром межрегионгаз» Рауля Арашукова, Руслана Арашукова, а также менеджеров структурных подразделений «Газпрома» Гузера Хашукаева, Николая Романова и Игоря Травинова.
Фигуранты подозреваются в хищении газа на сумму 30 миллиардов рублей.
Ещё в 2018 году Председатель Следственного комитета России Александр Бастрыкин забрал в Москву дела о заказных убийствах политиков в КЧР после протестов родственников убитых. «Передача этих важных дел на федеральный уровень необходима для наиболее полного и объективного расследования» — заявила тогда официальный представитель СКР Светлана Петренко.
Рауф Арашуков также подозревается в совершении особо тяжких преступлений, таких как заказные убийства и создание ОПГ — участии в преступном сообществе (ч. 3 ст. 210 УК РФ), давлении на свидетелей (ч. 4 ст. 309 УК РФ) и организации убийств (ч. 2 ст. 105 УК РФ).
22 января 2019 года ФСБ раскрыла схему хищения газа Арашуковыми .
1 февраля 2019 года Следственный комитет обратился в Басманный суд с ходатайством об аресте седьмого фигуранта — исполнительного директора АО «Ессентукигоргаз» Алана Кятова.
6 февраля СКР объявил в федеральный розыск по делу о хищении газа исполняющего обязанности исполнительного директора АО «Будённовскгазпромбытсервис» Уали Евгамукова и исполнительного директора филиала ООО «Газпром межрегионгаз Ставрополь» в Невинномысске Умара Калмыкова.
26 февраля 2019 года в рамках уголовного дела об организации преступного сообщества Рауфа и Рауля Арашуковых, совершавшего масштабные хищения природного газа и убийства, сотрудники СКР и ФСБ провели целую серию новых обысков. При этом следственные оперативные группы зашли к заместителям руководителей трех региональных управлений СКР и одному заместителю главы МВД. Всех их проверяют на причастность к коррупционным связям с уже арестованными фигурантами дела.
Рауфу Арашукову инкриминируется участие в организованном преступном сообществе, похитившем газ у «Газпрома», организация убийств в Карачаево-Черкесии, а также давление на свидетеля. Рауля Арашукова обвиняют в организации ОПС, особо крупной растрате и других. По версии следствия, Рауль Арашуков дал своему сыну указание о ликвидации в 2010 году лидера молодежного движения «Адыгэ Хасэ» Аслана Жукова и советника главы республики Фраля Шебзухова, претендовавшего на пост руководителя Карачаево-Черкесии.
2 марта 2021 года Следственный комитет попросил освободить из-под стражи главу филиала «Газпром Межрегионгаз Ставрополь» в Минеральных водах Гузера Хашукаева, который проходит по делу Рауфа Арашукова.
23 сентября 2022 года присяжные в Мосгорсуде признали Рауфа Арашукова виновным в создании ОПГ и организации двух убийств. Его отца – Рауля Арашукова признали виновным в мошенничестве.
5 декабря 2022 года государственное обвинение попросило суд назначить Рауфу и Раулю Арашуковым наказание в виде пожизненного заключения в колонии особого режима, а также штраф в размере 1 млн рублей каждому.

## Реакция
Депутат Государственной думы от КПРФ Валерий Рашкин предложил «прошерстить» Госдуму и Совет Федерации на предмет присутствия «других Арашуковых».

Из-за прогнившей насквозь избирательной системы и вертикали управления, из-за тотальной коррупции во власть попадают бандиты, мошенники и убийцы. Преступники сидят в представительных органах, не представляя народ, но диктуя ему как жить.
— Валерий Рашкин
Публицист Юлия Латынина указала, что дело Арашуковых это рядовое проявление клановой системы, сложившейся на Северном Кавказе.

Для меня, извините, о клане Арашуковых так же, как и о противоборствующем отчасти клане Деревых — двух главных карачаево-черкесских кланах известно с 90-х годов. Это, действительно, местные герцоги и феодалы. Когда мне говорят, что, оказывается, они убивали людей, я могу возразить: а что, разве есть на Кавказе кланы, которые не убивали людей, которые имеют какое-то влияние?
— Юлия Латынина, "Эхо Москвы"